# Лукши, Вольфганг

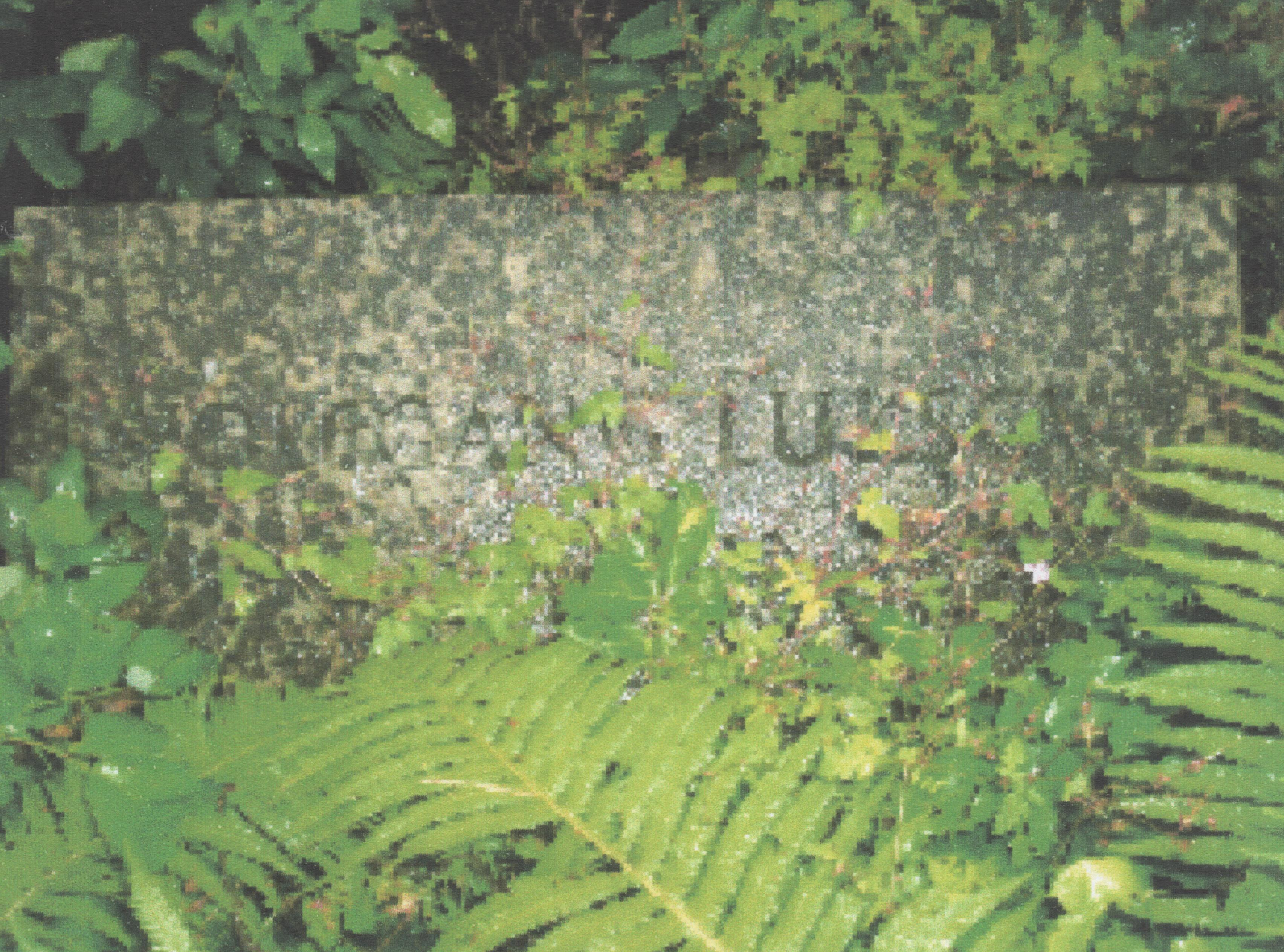
Могила Вольфганга Лукши на Далемском лесном кладбище

Вольфганг Якоб Франц Людвиг Лу́кши (нем. Wolfgang Jakob Franz Ludwig Lukschy; 19 октября 1905, Берлин — 10 июля 1983, Западный Берлин) — немецкий актёр, актёр дубляжа и кино, а также актёр озвучивания.

## Биография
Вольфганг Лукши был сыном инженера Людвига Лукши и Маргарет Анны, урождённой Кунерт. Отец был католиком, мать — лютеранкой. Он родился в квартире своих родителей на Фраунгоферштрассе 15 в Шарлоттенбурге.
Сначала он несколько лет работал по своему профессиональному образованию как специалист по гравюрам, а затем как копировальщик плёнок. В 1928 г, в возрасте 23 лет, брал уроки актёрского мастерства у Пауля Бильдта, и вскоре после этого начал выступать на различных сценах Германии. Помимо берлинской Фольксбюне, он выступал в Штутгарте, Вюрцбурге, Мюнхене и Ганновере, а также в других местах, пока не вернулся 11 лет спустя в Театр Шиллера в Берлине.
В 1940 году он сыграл свою первую роль в кино в фильме «Фридрих Шиллер — Триумф гения», но до конца войны последовало лишь несколько других ролей. В то время Лукши имел амплуа галантного любовника. Впервые добился популярности в фильме-мюзикле «Девушка моей мечты» вместе с Марикой Рёкк. В 1944 году Лукши попал в «Список талантов от бога» рейхсминистра народного просвещения и пропаганды.
После Второй мировой войны Лукши оказался на территории Западного Берлина. Он работал режиссёром, некоторое время сотрудничал и с киностудией DEFA, находившейся в Восточном Берлине, пока такие контакты не стали затруднительными. Кроме того, продолжал активно работать в театре: в частности, около 500 раз сыграл роль профессора Хиггинса в мюзикле «Моя прекрасная леди». В кино он сыграл несколько главных ролей в паре с Петрой Питерс, Тилли Лауэнштейн, Вальтером Гроссом и Карин Якобсен. В 1960-х он играл в фильмах по популярным приключенческим романам Эдгара Уоллеса и Карла Мая, а также в международно известных фильмах «Самый длинный день» (1962) и «За пригоршню долларов» (1964). В послевоенных он в основном имел амплуа сомнительных персонажей, скрывающих за внешним лоском свои преувеличенные амбиции или сомнительное прошлое. На телевидении Лукши снялся в криминальном сериале «Место преступления» и других телеспектаклях .
Одним из основных занятий Лукши был дубляж: его голосом в немецкоязычных кинотеатрах часто выступали Джеймс Мейсон, Уолтер Маттау, Стюарт Грейнджер, Грегори Пек, Джон Уэйн и другие. Он озвучил Джозефа Коттена в роли Холли Мартинса в «Третьем человеке» и Гэри Купера в роли городского маршала Уилла Кейна в фильме «Ровно в полдень».
Похоронен на Далемском лесном кладбище в Берлине, участок 1B-6. 
Сын Штефан (род. 1948) — режиссёр и писатель.